# 藤井厳喜
藤井 厳喜（ふじい げんき、1952年〈昭和27年〉8月5日 - ）は、日本の国際問題アナリスト、政治学者、評論家。
株式会社ケンブリッジ・フォーキャスト・グループ・オブ・ジャパン代表取締役。呉竹会代表幹事だったが脱会した。本名は藤井昇。

## 経歴

### 生い立ち
東京都江戸川区西小岩出身。江戸川区立北小岩小学校、江戸川区立小岩第三中学校、東京学芸大学附属高等学校、1977年3月、早稲田大学政治経済学部政治学科を卒業。1977年から1985年までクレアモント大学大学院、ハーバード大学大学院に留学し政治学を学ぶ（ただし両大学院での学位は未取得である）。
1982年12月に自身のシンクタンクである株式会社ケンブリッジ・フォーキャスト・グループ・オブ・ジャパンを立ち上げ、近未来予測の会員制情報誌「ケンブリッジ・フォーキャスト・レポート」を発行した。アメリカ国内の情報等から情勢分析をしている。
1988年から日本で言論活動を開始し、1991年10月から1992年9月まで文化放送『寺島・藤井のジャストミート』のパーソナリティー兼ニュースキャスターを務めた。また、非常勤講師として明治大学、千葉商科大学等で、政治学・国際関係論、英語などの教鞭をとっていた。
1996年から「厳喜」（姓は変えず）のペンネームを使い始める。1999年、岡崎久彦、安倍晋三、西村眞悟らの協力を得て、日米保守会議を創設。2001年4月から拓殖大学政経学部、国際学部の非常勤講師に就任。「国際関係論」、「新しい世界史」を2018年3月迄担当した。
2010年5月、水島総や平沼赳夫に口説かれ、2010年7月の第22回参議院議員通常選挙において、「たちあがれ日本」の比例代表で出馬するも落選。2012年12月の第46回衆議院議員総選挙では日本維新の会より比例中国ブロック単独（第7位）立候補するも落選。

## 人物
- 詩人・俳人として『月刊日本』（K&Kプレス）に「俳諧徘徊」を連載。
- ラブホテル経営者である。
- 猫好きであることを公言している。2010年7月の第22回参議院議員通常選挙、選挙中も、東京都獣医師会の推薦を受け、地域猫との共生を政策に挙げていた。公式サイトにも「ネコウヨ（猫とネトウヨをかけた造語）」と銘打たれた猫の写真をあしらったバナー画像が多数貼られており、このため選挙の公示前には東京都管理委員会に「猫のイラストを入れたTシャツをスタッフに公示前に着させないように（スタッフが揃って着ると藤井を連想させるため）」と回答されたこともある[12]。
- アメリカ合衆国の滞在時に、メキシコ人女性と知り合い結婚。夫人との間に2人の子供が居り、別居婚を続けている。
- 2010年4月、匿名掲示板2ちゃんねるにおいて33回にわたり誹謗中傷被害を受けた。7月に名誉毀損容疑で逮捕された当時23歳の大学生は「2ちゃんねるで藤井氏のことを知り、思想が右翼的で気に入らなかった」と供述した[13]。2010年10月22日、加害者に懲役1年6月執行猶予3年の判決がなされた[14]。

## 主張
- TPPには反対の立場を取っている[15]
- 選択的夫婦別姓制度導入に反対[16]。
- 原子力発電に反対の立場を取る[17]。
- 中華人民共和国は崩壊しつつあると主張している[18]。
- 1982年8月以来、発行している会員制情報誌「ケンブリッジ・フォーキャスト・レポート」において、1990年代の日本のバブル崩壊、アメリカの株価上昇、2008年9月のリーマン・ショックに始まる世界金融恐慌などを予測していたと述べている。
- 大東亜戦争について真珠湾攻撃陰謀説を主張し、「侵略戦争をしていたのは日本ではなくアメリカだった」としている[19]。慰安婦の強制連行は、韓国と朝日新聞による捏造であるとしている[20]。また、韓国は自国が売春と強姦大国である事を棚に上げて、アメリカに慰安婦像を建てているとして[20]、「韓国系米国人市民地位向上グループ」などの韓国系団体がアメリカ国内などに設置した、慰安婦像の撤去を働きかける活動を行っている[21]。現地調査から、慰安婦像設置における中韓団体の連帯活発化していると述べている[21]。
- 南京事件は中国国民党の蔣介石政権が創作し、中国共産党が継承している、全く根拠のない歴史の捏造であるとしている[22]。
- 国際連合の平和維持活動について、「国連自体が親米国のおしゃべりフォーラムでしかない以上、国際紛争の解決や平和維持は不可能」と完全否定している[23]。そして、「国際連合」という言葉自体がGHQによって「連合国（＝United Nations）」の言い換えで造られ、日本政府に押し付けられた造語とし、「世界平和のための崇高な組織を作りたいのなら、『International Unions(＝本当の意味での国際連合)』なる組織を作るべきだ」と主張。
- 仕事柄SNSを利用するが、Facebookについては、個人データ収集をアクティブに行っているので、利用しない事を決めているとしており[24]、LINE等のインスタントメッセンジャーアプリケーションも同様の対応をしている。
- ベーシックインカムに導入に賛成だが、多くの日本人が決定的に誤解していると指摘している[25]。

## 著書

### 単著
藤井昇 名義
- 『「近未来予測」これからの15年 日本と世界はどう動くか』 （PHP研究所、1986年10月）ISBN 4-569-21868-7
- 『日本が経済封鎖される日 孤立化の危機をどう乗り越えるか』（PHP研究所、1987年8月）ISBN 4-569-22075-4
- 『国際情勢を読む50のポイント』（PHP研究所、1988年9月）ISBN 4-569-22312-5
- 『ニュー・アメリカン・グローバリズム 日本人よ、G.ブッシュのアメリカを甘く見るな!』（新森書房、1989年2月）ISBN 4-931207-12-X
- 『経済英語に強くなる本 これで国際経済・金融情報がダイレクトに読みこなせる!』（PHP研究所、1989年6月）ISBN 4-569-52494-X
- 『ブッシュ・ショックが日本を襲う アメリカを動かすメインストリームの読み方』（HBJ出版局、1989年8月）ISBN 4-8337-3051-0
- 『最新アメリカ・キーワード500 「日本たたき」から「環境保護」まで英語でダイレクトにアメリカがわかる』（アルク、1989年10月）ISBN 4-900105-91-0
- 『これからの10年 ポスト冷戦の世界秩序と日本の行方』（PHP研究所、1991年10月）ISBN 4-569-52941-0
- 『日本人は今、何をなすべきか』（TBSブリタニカ、1991年4月）ISBN 978-4484912066
- 『Q&Aで読む世界新力学地図 ポスト冷戦時代の国際情勢を見る視点』（PHP研究所、1992年1月）ISBN 4-569-53486-4
- 『実践的ワンランクアップの英会話 これでネイティブ・スピーカーも恐くない』（PHP研究所、1992年9月）ISBN 4-569-53706-5
- 『謀略の大中華経済圏 日本のチャンスと落とし穴』（光文社カッパ・ブックス、1994年3月）ISBN 978-4-3340-0546-7
- 『ロックフェラー対ロスチャイルド 巨大対立軸のなか、日本の進むべき道を探る!』（徳間書店、1994年6月）ISBN 978-4-1986-0122-5
- 『経済英語に強くなる本〈PART2〉―英文記事を読みこなし、世界の動きをキャッチする!!』（PHP研究所、1994年9月）ISBN 978-4-5695-4333-8
- 『大予言・世界経済 資本主義は新しい成長パターンに突入した。』（風雅書房、1994年10月）ISBN 978-4-8942-4040-7
- 『何も分っていない日本人』（風雅書房、1995年5月）ISBN  978-4-8942-4070-4
- 『「国家」なき国ニッポン』（芙蓉書房、1996年4月）ISBN 978-4-8295-0161-0

藤井厳喜 名義
- 『教科書では教えない戦後民主主義の幻想―戦後体制の呪縛から脱出せよ』（日新報道、1997年1月）ISBN 978-4-8174-0385-8
- 『アメリカ株急落、日本株急騰する日』（日新報道、1999年6月）ISBN 978-4-8174-0443-5
- 『石原慎太郎総理大臣論 - 日本再生の切り札』（早稲田出版、2000年10月）ISBN 978-4-8982-7211-4
- 『ジョージ・ブッシュと日米新時代―アメリカの対日政策大転換を読む』（早稲田出版、2001年2月）ISBN 978-4-8982-7216-9
- 『「円」の消える日 - 日本がアメリカの51番目の州になる日』（廣済堂出版、2001年10月）ISBN 978-4-3315-0833-6
- 『危機の指導者―検証・同時テロと大統領のリーダーシップ』（扶桑社、2001年11月）ISBN 978-4-5940-3307-1
- 『劣化列島 日本』（廣済堂出版、2003年1月）ISBN 978-4-3315-0929-6
- 『世界地図の切り取り方』（光文社、2003年11月）ISBN 978-4-3349-3325-8
- 『新円切替―国家破産で円が紙くずとなる日』（光文社、2004年5月）ISBN 978-4-3349-3336-4
- 『国家破産以後の世界』（光文社、2004年12月）ISBN 978-4-3349-3348-7
- 『這い上がれない未来 ― 9割が下流化する「新・階級社会」』（光文社、2005年12月）ISBN 978-4-3349-3371-5
- 『「破綻国家」希望の戦略』（ビジネス社、2005年6月）ISBN 978-4-8284-1194-1
- 『塗り変わる世界地図の読み方―21世紀の大再編が始まる』（ビジネス社、2006年5月）ISBN 978-4-8284-1274-0
- 『総下流時代―なぜワーキングプアが増えるのか?』（光文社 (光文社ペーパーバックス)、2007年1月）ISBN 978-4-3349-3399-9
- 『2008年日本沈没―誰も語りたがらないシナリオ』（ビジネス社、2007年7月）ISBN 978-4-8284-1360-0
- 『米中代理戦争の時代』（PHP研究所：PHPペーパーバックス、2007年8月）ISBN 978-4-5696-9007-0
- 『葬られるサラリーマン』（ベストセラーズ(ベスト新書)、2007年12月）ISBN 978-4-5841-2169-6
- 『ユダヤ人成功者の知恵に学ぶ 這い上がる力 - 超・格差社会を生き抜く7つの黄金律』（PHP研究所、2008年6月）ISBN 978-4-5696-9796-3
- 『ドンと来い! 大恐慌』（ジョルダンブックス、2009年4月）ISBN 978-4-9159-3311-0
- 『NHK捏造事件と無制限戦争の時代』（総和社、2009年11月）ISBN 978-4-8628-6037-8
- 『超大恐慌の時代 - 私たちが生きる未来』（日本文芸社、2011年7月）ISBN 978-4-5372-5835-6
- 『日本人が知らないアメリカの本音』（PHP研究所、2011年8月）ISBN 978-4-5697-9796-0
- 『バカで野蛮なアメリカ経済』（扶桑社新書、2012年3月）ISBN 978-4-5940-6559-1
- 『超大恐慌で世界の終わりが始まる』（日本文芸社、2012年4月）ISBN 978-4-5372-5932-2
- 『米中新冷戦、どうする日本』（PHP研究所、2013年2月）ISBN 978-4-5698-1132-1
- 『アングラマネー タックスヘイブンから見た世界経済入門』（幻冬舎新書、2013年7月）ISBN 978-4-3449-8313-7
- 『紛争輸出国アメリカの大罪』（祥伝社新書、2015年11月）ISBN 978-4-3961-1445-9
- 『世界恐慌2.0が中国とユーロから始まった』（徳間書店、2016年3月）ISBN 978-4-1986-4118-4
- 『若い有権者のための政治入門 18歳から考える日本の未来』（勉誠出版、2016年4月）ISBN 978-4-5852-3042-7
- 『「国家」の逆襲 グローバリズム終焉に向かう世界』（祥伝社新書、2016年8月）ISBN 978-4-3961-1474-9
- 『最強兵器としての地政学 あなたも国際政治を予測できる!』（ハート出版、2016年9月）ISBN 978-4-8024-0023-7
- 『トランプ革命で復活するアメリカ 日本はどう対応すべきか』（勉誠出版、2016年12月）ISBN 978-4-5852-3050-2
- 『日米対等 トランプで変わる日本の国防・外交・経済』（祥伝社新書、2017年2月）ISBN 978-4-3961-1497-8
- 『希望の日米新同盟と絶望の中朝同盟 フェイク・ニュースの裏側にある真実』 （徳間書店、2017年8月）ISBN 978-4-1986-4427-7
- 『太平洋戦争の大嘘』（ダイレクト出版、2017年11月）ISBN 978-4-8662-2038-3
- 『国連の正体』（ダイレクト出版、2020年5月）ISBN 978-4-8662-2073-4
- 『フォーキャスト2024』（WAC、2023年12月）
- 『フォーキャスト2025』（WAC、2024年12月）

### 共著
藤井昇 名義
- 『世界経済大予言 高度情報化社会の幻想』（ケンブリッジ・フォーキャスト・グループ著、光文社カッパ・ブックス、1984年6月）ISBN 978-4334004187
- 『アメリカが日本に仕掛けた情報操作の罠』（ローレスン・ファイナー、リチャード・メルソン、カーティス・エヴァンス、モハメッド・アルワンとの共著、はまの出版、1986年4月）ISBN 978-4893610171
- 『最新アメリカキーワード500 「日本たたき」から「環境保護」まで英語でダイレクトにアメリカがわかる』（森田正英と共著、アルク 地球人ブックス、1989年10月）
- 『地球危機を救うグローバリズム 地球的民主主義の条件』（古沢徳明と共著、総合法令、1990年8月）ISBN 978-4893461001
- 『湾岸戦争は訴える 政治・経済そしてグローバリズム』（古沢徳明と共編著、総合法令、1991年3月）ISBN 978-4893461391
- 『実践的ワンランクアップの英会話 これでネイティブ・スピーカーも恐くない』（ジョン・W.ケーシーと共著、PHP研究所、1992年9月）ISBN 978-4569537061

藤井厳喜 名義
- 『テロから超限戦争へ―すべての場所が戦場となる』（リチャード・メルソンとの共著、廣済堂出版、2001年12月）ISBN 978-4331508480
- 『永久国債の研究 不況克服、財政破綻回避の最終手段』（調所一郎、有澤沙徒志、松田学との共著、光文社、2009年5月）ISBN 978-4334934620
- 『日本はニッポン! － 金融グローバリズム以後の世界』（渡邉哲也との共著、総和社、2010年11月）ISBN 978-4862860453
- 『世界経済の支配構造が崩壊する -反グローバリズムで日本復活!』（菅沼光弘との共著、ビジネス社、2015年2月）ISBN 978-4828418025
- 『戦後70年の病根を検証する 連合国戦勝史観の徹底批判!』（ヘンリー・スコット・ストークスとの共著、自由社、2015年6月）ISBN 978-4915237843
- 『日米戦争を起こしたのは誰か ルーズベルトの罪状・フーバー大統領回顧録を論ず』（稲村公望・茂木弘道と共著、勉誠出版、2016年1月）ISBN 978-4585230366
- 『米中激戦! いまの「自衛隊」で日本を守れるか』 （飯柴智亮と共著、ベストセラーズ、2017年6月）ISBN 978-4584137987
- 『韓国は日米に見捨てられ、北朝鮮と中国はジリ貧』（宮崎正弘と共著、海竜社、2017年8月）ISBN 978-4759315561
- 『韓国・北朝鮮の悲劇 米中は全面対決へ』（古田博司と共著、ワック、2018年12月）ISBN 978-4898317877
- 『米中「冷戦」から「熱戦」へ トランプは習近平を追い詰める』（石平と共著、ワック、2018年12月19日）ISBN 978-4898317891
- 『台湾を知ると世界が見える』（林建良と共著、ダイレクト出版、2019年）ISBN 4866220724　ISBN 978-4866220727
- 『フーバー大統領が明かす 日米戦争の真実―米国民をも騙した謀略』（加瀬英明、稲村公望との共著、勉誠出版、2019年3月）ISBN 978-4585230670
- 『トランプの最後通牒 墓穴を掘った習近平』（板東忠信との共著、ワック、2020年9月）ISBN 978-4898318256
- 『トランプの真実〜トランプ・ファミリーとホワイトハウスの素顔〜』（解説および監修、ダイレクト出版、2020年11月）ISBN 978-4866220949

### 翻訳
- 『ジョージ・ブッシュ 私はアメリカを変える』（扶桑社、2000年10月）ISBN 978-4-5940-2987-6
  - ジョージ・W・ブッシュ米大統領の自伝『A CHARGE TO KEEP』の日本語翻訳版

## 出演番組

### テレビ
- ニュース女子（DHCテレビ）- 2015年4月 - ？（地上波放送は2017年終了）

### インターネット動画配信
- 真相深入り!虎ノ門ニュース（DHCテレビ） - 2017年8月2日 - ※隔週金曜レギュラー（レギュラー昇格前の2016年12月6日、12月23日、2017年1月20日、2月21日、4月28日にゲスト出演)
- 放言BARリークス〜酒と政治とおカネと女〜（DHCテレビ）

### ラジオ
- ワールドホットライン（文化放送）
- 寺島・藤井のジャストミート（文化放送、寺島尚正と共に）
- ザ・ボイス そこまで言うか!（ニッポン放送）不定期出演